# Christoph Ernst Friedrich Weyse
Christoph Ernst Friedrich Weyse (ur. 5 marca 1774 w Altonie, zm. 8 października 1842 w Kopenhadze) – duński kompozytor, pianista i organista.

## Życiorys
Początkowo uczył się u dziadka, który był kantorem w Altonie. Chciał zostać uczniem C.P.E. Bacha, jednak po bezskutecznych próbach nawiązania z nim kontaktu wyjechał w 1789 roku do Kopenhagi, gdzie rozpoczął studia u J.A.P. Schulza. W 1792 roku został organistą w kopenhaskim Reformert Kirke, następnie od 1805 roku do śmierci był organistą Vor Frue Kirke. Od 1816 roku był profesorem Uniwersytetu Kopenhaskiego, w 1842 roku otrzymał doktorat honorowy tej uczelni. W 1819 roku objął funkcję nadwornego kompozytora.

## Twórczość
Stylistycznie nawiązywał do muzyki późnego baroku i klasycyzmu, brak natomiast w jego twórczości wpływów estetyki Beethovena. Główną część twórczości Weysego stanowi muzyka wokalna, w której sięgał po teksty czołowych poetów duńskich i niemieckich ówczesnej epoki. Dużą popularnością cieszyły się napisane przez niego pieśni. W jego symfoniach widoczne jest nawiązanie do muzyki Haydna, we wczesnych dziełach fortepianowych natomiast do Clementiego i Mozarta. W późniejszych utworach na fortepian dostrzegalne są elementy stylu galant. Jego twórczość przyczyniła się do ukształtowania stylu narodowego w muzyce duńskiej.

## Ważniejsze kompozycje
(na podstawie materiałów źródłowych)

### Utwory orkiestrowe
- 7 symfonii (1795–1799)

### Utwory kameralne
- Sonata na 2 fagoty (ok. 1798)

### Utwory fortepianowe
- 6 Allegri di bravura (wyd. Berlin 1796)
- 8 Études (1837)

### Utwory wokalne
- Miserere na chór podwójny i organy (1818)
- liczne kantaty

### Muzyka do sztuk teatralnych
- Makbet według Szekspira (1817)
- Balders død według Ewalda (1832)

### Opery
- Sovedrikken (wyst. Kopenhaga 1809)
- Faruk (wyst. Kopenhaga 1812)
- Ludlams hule (wyst. Kopenhaga 1816)
- Et eventyr i Rosenborg Have (wyst. Kopenhaga 1827)
- Festen påa Kenilworth (wyst. Kopenhaga 1836)